# Самородка
Самородка — река в России, протекает по Барышскому району Ульяновской области. Устье реки находится в 220 км по левому берегу реки Барыш напротив посёлка имени В. И. Ленина. Длина реки составляет 13 км. 
На реке стоят населённые пункты Жадовского городского поселения: село Новая деревня, деревня Ушаковка и рабочий посёлок Жадовка.

## Данные водного реестра
По данным государственного водного реестра России относится к Верхневолжскому бассейновому округу, водохозяйственный участок реки — Сура от Сурского гидроузла и до устья реки Алатырь, речной подбассейн реки — Сура. Речной бассейн реки — (Верхняя) Волга до Куйбышевского водохранилища (без бассейна Оки).
По данным геоинформационной системы водохозяйственного районирования территории РФ, подготовленной Федеральным агентством водных ресурсов:
- Код водного объекта в государственном водном реестре — 08010500312110000037040
- Код по гидрологической изученности (ГИ) — 110003704
- Код бассейна — 08.01.05.003
- Номер тома по ГИ — 10
- Выпуск по ГИ — 0